# Michael Dixon
Michael Andre Dixon (Kansas City, 1º dicembre 1990) è un cestista statunitense naturalizzato georgiano.

## Carriera
Con la Georgia ha disputato i Campionati europei del 2017.

## Palmarès
- Campionato ceco: 2

ČEZ Nymburk: 2015-16, 2019-20
- Coppa della Repubblica Ceca: 1

ČEZ Nymburk: 2020